# Разъезд 15 км (Владимирская область)
Разъезд 15 км — населённый пункт в Муромском районе Владимирской области России, входит в состав Ковардицкого сельского поселения.

## География
Населённый пункт расположен в 10 км на северо-запад от центра поселения села Ковардицы и в 16 км на северо-запад от Мурома, остановочный пункт Разъезд 15 км на железнодорожной линии Муром — Ковров.

## История
После Великой Отечественной войны населённый пункт входил в состав Зименковского сельсовета Муромского района, с 2005 года — в составе Ковардицкого сельского поселения. 

## Население
| 2010 | 2012 | 2021 |
| ---- | ---- | ---- |
| 3    | ↗10  | ↘0   |